# Дережичі
Дере́жичі (англ. Derezhychi) — село Дрогобицького району Львівської області.

## Туризм
У селі розташувався відпочинково-розважальний комплекс «Fata morgana». Заклад було засновано у 2000 році Голубінкою Ярославом Тарасовичем. На території комплексу працює музей «Селянська хата», у якому відображено побут української інтелігенції на території Австро-Угорської імперії кінця XIX — початку XX століття.